# 6579 Benedix
6579 Benedix eller 1981 ES4 är en asteroid i huvudbältet som upptäcktes den 2 mars 1981 av den amerikanska astronomen Schelte J. Bus vid Siding Spring-observatoriet. Den är uppkallad efter Gretchen K. Benedix.
Asteroiden har en diameter på ungefär 6 kilometer.